# Specziár Lajos
Specziár Lajos (Mocsa, 1821. január 29. – Taksony, 1903. április 13.) római katolikus plébános.

## Élete
A bölcseletet Pozsonyban, a teológiát Nagyszombatban végezte. 1844. július 15-én fölszenteltetett és segédlelkész volt Cseklészen (Pozsony megye); 1845-ben lett Felsőszeliben (Pozsony megye) plébános, ahol egyszersmind egyházkerületi jegyző volt; később Taksonyban (Pozsony megye) volt lelkész.
Cikkei a Religio és Nevelésben (1847. I. Néhány szó a magyar katholikus irodalomról); a Magyar Sajtóban (1857. 252. sz. Kísérlet az országos egyházi kérdésben kitüzött pályadíj elnyerésére).

## Műve
- Ötven év előtt 1849-1899. Junius 21. Galántha (1899).